# Caligny
Caligny (ka.li.ɲiⓘ) es una población y comuna francesa, situada en la región de Baja Normandía, departamento de Orne, en el distrito de Argentan y cantón de Flers-Nord.

## Demografía
| 793 | 738 | 718 | 757 | 832 | 870 |
| Para los censos de 1962 a 1999 la población legal corresponde a la población sin duplicidades (Fuente: INSEE [Consultar]) |     |     |     |     |     |